# Tirimol
Tirimol (llamada oficialmente San Xoán de Tirimol) es una parroquia española del municipio de Lugo, en la provincia de Lugo, Galicia.

## Organización territorial
La parroquia está formada por nueve entidades de población, constando seis de ellas en el nomenclátor del Instituto Nacional de Estadística español:
- Bagueixos
- Brea (A Brea)
- Cardelle
- Estrada da Coruña
- Grisín
- Padín
- Pedrouzón
- Ramil
- Seivane

## Demografía
| Gráfica de evolución demográfica de Tirimol entre 2000 y 2020 |
|                                                               |
| Datos según el nomenclátor publicado por el INE.              |